# Need for Speed: Carbon
Need for Speed: Carbon (абр. NFS: Carbon або NFSC; укр. Жага Швидкості: Карбон) - відеогра у жанрі автосимулятора, розроблена студією EA Canada і видана компанією Electronic Arts у 2006 році. Це 10 гра у серії Need for Speed.
Гра є сиквелом Need for Speed: Most Wanted, що вийшла 2005 року. Події відбуваються у вигаданому місті Палмонт сіті, куди головний герою повертається після подій  Most Wanted. Ще до подій Most Wanted герой тікав з Палмонт сіті, коли поліція оточила його і інших гонщиків на гонці, що мала велику грошову винагороду. Герой зумів вирватися з міста захопивши сумку з грішми, гроші у якій виявилися фальшивими.
Версії гри для  PlayStation Portable, Nintendo DS и Game Boy Advance називається Need for Speed: Carbon Own The City, і відбувається у вигаданому місті Узбережжя  (англ. Coast City), сюжетна лінія якого відрізняється від основної частини.

## Ігровий процес
Геймплей гри, як і в інших іграх серії Need for Speed, засновано на вуличних гонках. Гравець бере участь у різноманітних гоночних подіях  міста, а також має можливість збирати команду, члени якої мають різноманітні навички.
У грі існує три види членів команди:
- Скаути англ. Scout - гонщики, що шукають на трасі найкоротші шляхи для гравця (Юмі, Сел).
- Блокери англ. Blocker - гонщики, які за вказівкою гравця агресивно атакують суперників викидаючи тих з траси чи суттєво загальмовуючи (Невіл, Самсон).
- Драфтери англ. Drafter - гонщики, що допомагають розвинути гравцеві максимальну швидкість (Колін, Нікі).

Також вони мають позагоночні навички - координатори(допомагають владнати проблеми з копами), механіки (знижки про покупці машин, збільшують запас азоту) та фабрикатори (дозволяють налаштовувати авто).

## Автомобілі
- 2005-2006 Alfa Romeo Brera
- 2004-2006 Aston Martin DB9
- 2003 Audi Le Mans quattro[en]
- 2001 BMW M3 GTR GT (E46)
- 2006 Chevrolet Camaro Concept
- 1966-1967 Chevrolet Camaro SS
- 1970 Chevrolet Chevelle SS
- 2005-2006 Chevrolet Corvette Z06 (C6)
- 2005-2006 Chrysler 300C SRT-8
- 2006 Dodge Challenger Concept
- 1971 Dodge Challenger R/T
- 1969 Dodge Charger R/T
- 2005-2006 Dodge Charger SRT-8 (LX)
- 2003-2006 Dodge Viper SRT-10 (ZB I)
- 1997-2006 E-One Cyclone II
- 2004-2006 Ford GT
- 1984-1996 Ford L9000 Dump Truck
- 2005-2006 Ford Mustang GT
- 2002 Ford Police Interceptor Concept
- 2006 Ford Shelby GT500 (S-197 I)
- 2005-2006 Infiniti G35 (V35)
- 2005-2006 Jaguar XK (X150)
- 1998-2004 Jeep Grand Cherokee Police (WJ)
- 2006 Koenigsegg CCX
- 2005-2006 Lamborghini Gallardo Coupé
- 2001-2006 Lamborghini Murciélago Coupé
- 2006 Lamborghini Murciélago LP 640
- 1998-2005 Lexus IS 300 (XE10)
- 2004-2006 Lotus Elise 111R
- 2006 Lotus Europa S
- 2006 Mazdaspeed3 (BK)
- 1992-1995 Mazda RX-7 (FD)
- 2003-2006 Mazda RX-8 (SE3P)
- 2002-2006 Mercedes-Benz CLK 500 (C209)
- 2004-2006 Mercedes-Benz SL 65 AMG (R230)
- 2004-2006 Mercedes-Benz SLR McLaren (C199)
- 1997-1999 Mitsubishi Eclipse GS-T (2G)
- 2005-2006 Mitsubishi Eclipse GT (4G)
- 2005-2006 Mitsubishi Lancer Evolution IX MR
- 1988-1994 Nissan 240SX (S13)
- 2002-2006 Nissan 350Z
- 1999-2002 Nissan Skyline GT-R V-Spec (R34)
- 2005-2006 Pagani Zonda F
- 1971 Plymouth HEMI 'Cuda (BS)
- 1969 Plymouth Road Runner
- 2005-2006 Pontiac GTO
- 2004-2006 Porsche 911 Turbo (997)
- 2006 Porsche 911 GT3 RS (997)
- 2003-2006 Porsche Carrera GT
- 2005-2006 Porsche Cayman S (987)
- 2003-2005 Renault Clio V6 RS
- 1967 Shelby GT500
- 2006 Subaru Impreza WRX STI (GDB-F)
- 1998-2005 Toyota Altezza (XE10)
- 1983-1987 Toyota Corolla GT-S Trueno (AE86)
- 1993-1995 Toyota MR2
- 1992-1998 Toyota Supra RZ (A80)
- 2005-2006 Vauxhall Monaro VXR
- 2005-2006 Volkswagen Golf R32 (Mk5)